# Марцинковиці (Меховський повіт)
Марцинковиці (пол. Marcinkowice) — село в Польщі, у гміні Харшниця Меховського повіту Малопольського воєводства.
Населення — 205 осіб (2011).
У 1975-1998 роках село належало до Келецького воєводства.

## Демографія
Демографічна структура станом на 31 березня 2011 року:
|          | Загалом | Допрацездатний вік | Працездатний вік | Постпрацездатний вік |
| -------- | ------- | ------------------ | ---------------- | -------------------- |
| Чоловіки | 104     | 22                 | 65               | 17                   |
| Жінки    | 101     | 13                 | 53               | 35                   |
| Разом    | 205     | 35                 | 118              | 52                   |